# Kühne Logistics University
Kühne Logistics University (KLU) privatna je poslovna škola i fakultet sa sjedištem u Hamburgu (Njemačka). Osnovao ga je 2010. godine njemački poduzetnik i milijarder Klaus-Michael Kühne (dioničar tvrtki Kühne i Nagel, Hapag-Lloyd i Lufthansa). KLU naglasak stavlja na opće upravljanje, poslovanje i upravljanje lancem opskrbe. Trenutačni predsjednik sveučilišta je Andreas Kaplan.
KLU obuhvaća cijeli spektar sveučilišnog obrazovanja i obrazovanja kadra na izvršnim funkcijama: preddiplomski i diplomski studij, MBA (poslovna administracija) te strukturirani doktorski program. Sveučilište se uglavnom financira školarinama i sredstvima iz Zaklade Kühne.

## Vanjske poveznice
- Službena stranica